# Vitas Gerulaitis
Vitas Gerulaitis (* 26. Juli 1954 in Brooklyn, New York City; † 17. September 1994 in Southampton, New York) war ein US-amerikanischer Tennisspieler mit litauischen Vorfahren.

## Karriere
Sein größter Erfolg war der Gewinn der Australian Open im Jahr 1977, als er im Finale John Lloyd in fünf Sätzen bezwang. Zwei Jahre später erreichte er das Finale der US Open, in dem er John McEnroe in drei Sätzen unterlag. Sein drittes Grand-Slam-Finale verlor er 1980 bei den French Open gegen Björn Borg, ebenfalls glatt in drei Sätzen. Eine seiner stärksten Partien war das Wimbledon-Halbfinale von 1977, das er in fünf Sätzen gegen Borg verlor.
In seiner Karriere gewann er insgesamt 24 ATP-Turniere im Einzel und acht im Doppel. Seine höchste Notierung in der Weltrangliste erreichte er im Einzel 1978 mit Platz 3.
Zwischen 1976 und 1980 spielte er für das US-Team im Davis Cup; in seinen 14 Partien (allesamt Einzel) ging er elfmal als Sieger vom Platz. Nach seinem ersten Sieg nach seiner Niederlagenserie von 16 Spielen gegen Jimmy Connors sagte er:

“And let that be a lesson to you all. Nobody beats Vitas Gerulaitis 17times in a row.”

„Und lasst euch allen es eine Lehre sein. Niemand schlägt Vitas Gerulaitis 17mal hintereinander.“

Am 17. September 1994 starb er 40-jährig im Haus eines Freundes auf Long Island an einer Kohlenstoffmonoxidvergiftung, ausgelöst durch eine Fehlfunktion der Klimaanlage.

## Erfolge
| Legende                      |
| Grand Slam (2)               |
| Masters Grand Prix (1)       |
| Grand Prix Super Series      |
| Grand Prix World Series (32) |
| ATP Challenger Tour (1)      |

| ATP-Titel nach Belag |
| Hartplatz (11)       |
| Sand (9)             |
| Rasen (5)            |
| Teppich (10)         |

### Einzel

#### Turniersiege

##### ATP Tour
| Nr. | Datum             | Turnier          | Belag         | Finalgegner       | Ergebnis                  |
| --- | ----------------- | ---------------- | ------------- | ----------------- | ------------------------- |
| 1.  | 3. November 1974  | Wien             | Hartplatz (i) | Andrew Pattison   | 6:4, 3:6, 6:3, 6:2        |
| 2.  | 23. März 1975     | New York City    | Hartplatz (i) | Jimmy Connors     | kampflos                  |
| 3.  | 23. März 1975     | St. Louis        | Teppich (i)   | Roscoe Tanner     | 2:6, 6:2, 6:3             |
| 4.  | 23. März 1975     | Ocean City       | Teppich (i)   | Bob Lutz          | 3:6, 6:1, 6:2             |
| 5.  | 22. Mai 1977      | Rom (1)          | Sand          | Antonio Zugarelli | 6:2, 7:6, 3:6, 7:6        |
| 6.  | 16. Oktober 1977  | Brisbane         | Rasen         | Tony Roche        | 6:7, 6:1, 6:1, 7:5        |
| 7.  | 30. Oktober 1977  | Perth            | Rasen         | Geoff Masters     | 6:3, 6:4, 6:2             |
| 8.  | 31. Dezember 1977 | Australian Open  | Rasen         | John Lloyd        | 6:3, 7:6, 5:7, 3:6, 6:2   |
| 9.  | 5. Februar 1978   | Richmond         | Teppich (i)   | John Newcombe     | 6:3, 6:4                  |
| 10. | 14. Mai 1978      | WCT Finals       | Teppich (i)   | Eddie Dibbs       | 6:3, 6:2, 6:1             |
| 11. | 16. Juli 1978     | Forest Hills (1) | Sand          | Ilie Năstase      | 6:2, 6:0                  |
| 12. | 4. Februar 1979   | Little Rock      | Hartplatz (i) | Butch Walts       | 6:2, 6:2                  |
| 13. | 27. Mai 1979      | Rom (2)          | Sand          | Guillermo Vilas   | 6:7, 7:6, 6:7, 6:4, 6:2   |
| 14. | 29. Juli 1979     | Kitzbühel        | Sand          | Pavel Složil      | 6:2, 6:2, 6:4             |
| 15. | 21. Oktober 1979  | Sydney Indoor    | Sand          | Guillermo Vilas   | 4:6, 6:3, 6:1, 7:6        |
| 16. | 11. Mai 1980      | Forest Hills (2) | Sand          | John McEnroe      | 2:6, 6:2, 6:0             |
| 17. | 20. Juli 1980     | Stuttgart        | Sand          | Wojciech Fibak    | 6:2, 7:5, 6:2             |
| 18. | 26. Oktober 1980  | Melbourne (1)    | Hartplatz (i) | Peter McNamara    | 7:5, 6:3                  |
| 19. | 29. November 1981 | Johannesburg (1) | Hartplatz     | Jeff Borowiak     | 6:4, 7:6, 6:1             |
| 20. | 14. März 1982     | Brüssel          | Teppich (i)   | Mats Wilander     | 4:6, 7:6, 6:2             |
| 21. | 16. Mai 1982      | Florenz          | Sand          | Stefan Simonsson  | 4:6, 6:3, 6:1             |
| 22. | 15. August 1982   | Toronto          | Hartplatz     | Ivan Lendl        | 4:6, 6:1, 6:3             |
| 23. | 10. Oktober 1982  | Melbourne (2)    | Teppich (i)   | Eliot Teltscher   | 2:6, 6:2, 6:2             |
| 24. | 28. November 1982 | Johannesburg (2) | Hartplatz     | Guillermo Vilas   | 7:6, 6:2, 4:6, 7:6        |
| 25. | 16. Oktober 1983  | Basel            | Hartplatz     | Wojciech Fibak    | 4:6, 6:1, 7:5, 5:5 aufgg. |
| 26. | 18. November 1984 | Treviso          | Teppich (i)   | Tarik Benhabiles  | 6:1, 6:1                  |

##### Challenger Tour
| Nr. | Datum            | Turnier | Belag     | Finalgegner     | Ergebnis      |
| --- | ---------------- | ------- | --------- | --------------- | ------------- |
| 1.  | 3. November 1974 | Kuwait  | Hartplatz | Heinz Günthardt | 7:6, 4:6, 6:3 |

#### Finalteilnahmen
| Nr. | Datum              | Turnier        | Belag         | Finalgegner     | Ergebnis                |
| --- | ------------------ | -------------- | ------------- | --------------- | ----------------------- |
| 1.  | 24. März 1974      | Salt Lake City | Hartplatz (i) | Jimmy Connors   | 6:4, 6:7, 3:6           |
| 2.  | 26. Januar 1975    | Philadelphia   | Teppich (i)   | Marty Riessen   | 6:7, 7:5, 2:6, 7:6, 3:6 |
| 3.  | 2. Februar 1975    | Roanoke        | Teppich (i)   | Roger Taylor    | 6:7, 6:7                |
| 4.  | 16. Februar 1975   | Salisbury      | Teppich (i)   | Jimmy Connors   | 7:5, 5:7, 1:6, 6:3, 0:6 |
| 5.  | 30. März 1975      | Orlando        | Hartplatz     | Rod Laver       | 3:6, 4:6                |
| 6.  | 21. September 1975 | Bermuda        | Hartplatz     | Jimmy Connors   | 1:6, 4:6                |
| 7.  | 19. Januar 1976    | Indianapolis   | Teppich (i)   | Arthur Ashe     | 2:6, 7:66, 4:6          |
| 8.  | 15. Februar 1976   | Toronto        | Teppich (i)   | Björn Borg      | 6:2, 3:6, 1:6           |
| 9.  | 18. April 1976     | Charlotte      | Sand          | Tony Roche      | 3:6, 6:3, 1:6           |
| 10. | 6. Februar 1977    | Richmond       | Teppich (i)   | Tom Okker       | 6:3, 3:6, 4:6           |
| 11. | 6. März 1977       | Monterrey (1)  | Teppich (i)   | Wojciech Fibak  | 4:6, 3:6                |
| 12. | 3. April 1977      | London         | Teppich (i)   | Eddie Dibbs     | 6:72, 7:65, 4:6         |
| 13. | 17. April 1977     | Houston        | Sand          | Adriano Panatta | 6:74, 7:63, 1:6         |
| 14. | 26. März 1978      | Las Vegas      | Teppich (i)   | Björn Borg      | 5:6, 6:5, 4:6, 5:6      |
| 15. | 2. April 1978      | Mailand        | Teppich (i)   | Björn Borg      | 3:6, 3:6                |
| 16. | 25. Februar 1979   | Dorado Beach   | Hartplatz     | Jimmy Connors   | 5:6, 0:6, 4:6           |
| 17. | 15. April 1979     | Monte Carlo    | Sand          | Björn Borg      | 2:6, 1:6, 3:6           |
| 18. | 9. September 1979  | US Open        | Hartplatz     | John McEnroe    | 5:7, 3:6, 3:6           |
| 19. | 13. Januar 1980    | Masters (1)    | Teppich (i)   | Björn Borg      | 2:6, 2:6                |
| 20. | 17. Februar 1980   | Boca Raton     | Sand          | Björn Borg      | 1:6, 7:5, 1:6           |
| 21. | 8. Juni 1980       | French Open    | Sand          | Björn Borg      | 4:6, 1:6, 2:6           |
| 22. | 19. Oktober 1980   | Sydney Indoor  | Hartplatz (i) | John McEnroe    | 3:6, 4:6, 5:7           |
| 23. | 25. Januar 1981    | Monterrey (2)  | Teppich (i)   | Johan Kriek     | 6:7, 3:6, 6:7           |
| 24. | 25. Oktober 1981   | Melbourne      | Hartplatz (i) | Peter McNamara  | 4:6, 6:1, 5:5 aufgg.    |
| 25. | 17. Januar 1982    | Masters (2)    | Teppich (i)   | Ivan Lendl      | 7:6, 6:2, 6:7, 2:6, 4:6 |
| 26. | 28. Februar 1982   | Genua          | Teppich (i)   | Ivan Lendl      | 7:6, 4:6, 4:6, 3:6      |
| 27. | 4. April 1982      | Zürich         | Teppich (i)   | Bill Scanlon    | 5:7, 6:7, 6:1, 6:0, 4:6 |
| 28. | 8. Mai 1983        | Forest Hills   | Sand          | John McEnroe    | 3:6, 5:7                |
| 29. | 19. August 1984    | Toronto        | Hartplatz     | John McEnroe    | 0:6, 3:6                |
| 30. | 25. November 1984  | Johannesburg   | Hartplatz     | Eliot Teltscher | 3:6, 1:6, 6:7           |

### Doppel

#### Turniersiege
| Nr. | Datum            | Turnier                 | Belag         | Doppelpartner   | Finalgegner                   | Ergebnis      |
| --- | ---------------- | ----------------------- | ------------- | --------------- | ----------------------------- | ------------- |
| 1.  | 21. Januar 1974  | Roanoke (1)             | Teppich (i)   | Sandy Mayer     | Ian Crookenden Jeff Simpson   | 7:6, 6:1      |
| 2.  | 24. März 1974    | Salt Lake City          | Hartplatz (i) | Jimmy Connors   | Iván Molina Jairo Velasco Sr. | 2:6, 7:6, 7:5 |
| 3.  | 2. Februar 1975  | Roanoke (2)             | Teppich (i)   | Sandy Mayer     | Juan Gisbert Ion Țiriac       | 7:6, 1:6, 6:3 |
| 4.  | 5. Juli 1975     | Wimbledon Championships | Rasen         | Sandy Mayer     | Colin Dowdeswell Allan Stone  | 7:5, 8:6, 6:4 |
| 5.  | 8. Februar 1976  | Boca Raton              | Sand          | Clark Graebner  | Bruce Manson Butch Walts      | 6:2, 6:4      |
| 6.  | 29. Februar 1976 | Fort Worth              | Hartplatz (i) | Sandy Mayer     | Eddie Dibbs Harold Solomon    | 6:4, 7:5      |
| 7.  | 16. Oktober 1977 | Brisbane                | Rasen         | Bill Scanlon    | Mal Anderson Ken Rosewall     | 7:6, 6:4      |
| 8.  | 15. Januar 1978  | Birmingham              | Teppich (i)   | Sandy Mayer     | Frew McMillan Dick Stockton   | 3:6, 6:1, 7:6 |
| 9.  | 4. Februar 1979  | Little Rock             | Hartplatz (i) | Vladimír Zedník | Phil Dent Colin Dibley        | 5:7, 6:3, 7:5 |

#### Finalteilnahmen
| Nr. | Datum             | Turnier            | Belag         | Doppelpartner   | Finalgegner                      | Ergebnis           |
| --- | ----------------- | ------------------ | ------------- | --------------- | -------------------------------- | ------------------ |
| 1.  | 10. Februar 1974  | Little Rock        | Hartplatz (i) | Bob Hewitt      | Jürgen Faßbender Karl Meiler     | 0:6, 2:6           |
| 2.  | 17. November 1974 | Oslo               | Hartplatz (i) | Bob Hewitt      | Karl Meiler Haroon Rahim         | 3:6, 2:6           |
| 3.  | 19. Januar 1976   | Indianapolis       | Teppich (i)   | Tom Gorman      | Bob Lutz Stan Smith              | 2:6, 4:6           |
| 4.  | 18. April 1976    | Charlotte          | Sand          | Gene Mayer      | John Newcombe Tony Roche         | 3:6, 5:7           |
| 5.  | 29. August 1976   | South Orange       | Sand          | Ilie Năstase    | Fred McNair Marty Riessen        | 5:7, 6:4, 2:6      |
| 6.  | 8. Mai 1977       | WCT Doubles Finals | Teppich (i)   | Adriano Panatta | Vijay Amritraj Dick Stockton     | 6:7, 6:7, 6:4, 3:6 |
| 7.  | 29. Januar 1978   | Philadelphia       | Teppich (i)   | Sandy Mayer     | Bob Hewitt Frew McMillan         | 4:6, 4:6           |
| 8.  | 5. Februar 1978   | Richmond           | Teppich (i)   | Sandy Mayer     | Bob Hewitt Frew McMillan         | 3:6, 5:7           |
| 9.  | 28. Januar 1980   | Monte Carlo        | Teppich (i)   | John McEnroe    | Paolo Bertolucci Adriano Panatta | 2:6, 7:5, 3:6      |
| 10. | 21. Dezember 1980 | Sydney             | Rasen         | Brian Gottfried | Paul McNamee Peter McNamara      | 2:6, 4:6           |
| 11. | 5. April 1981     | Frankfurt          | Teppich (i)   | John McEnroe    | Brian Teacher Butch Walts        | 5:7, 7:6, 5:7      |
| 12. | 24. März 1985     | Rotterdam          | Teppich (i)   | Paul McNamee    | Tomáš Šmíd Pavel Složil          | 4:6, 4:6           |